# Амилија (Луизијана)
Амилија (енгл. Amelia) насељено је место без административног статуса у америчкој савезној држави Луизијана.

## Демографија
По попису из 2010. године број становника је 2.459, што је 36 (1,5%) становника више него 2000. године.
| Група             | 2000.         | 2010.       |
| Белци             | 1.345 (55,5%) | 825 (33,6%) |
| Афроамериканци    | 300 (12,4%)   | 222 (9,0%)  |
| Азијати           | 550 (22,7%)   | 458 (18,6%) |
| Хиспаноамериканци | 198 (8,2%)    | 897 (36,5%) |
| Укупно            | 2.423         | 2.459       |